# Lukas Kačavenda
 (août 2025).
Lukas Kačavenda, né le 2 mars 2003 à Zagreb en Croatie, est un footballeur croate qui évolue au poste de milieu offensif au Dinamo Zagreb.

## Biographie

### En club
Né à Zagreb en Croatie, Lukas Kačavenda est formé par l'un des clubs de sa ville natale, et plus important club du pays, le Dinamo Zagreb. Il y côtoie notamment des joueurs comme Ivan Šaranić ou Tomislav Duvnjak, avant de poursuivre sa formation au Lokomotiva Zagreb. Le 19 mai 2021, il signe son premier contrat professionnel avec le Lokomotiva, en même temps que son coéquipier Luka Stojković.
Il joue son premier match en professionnel avec le Lokomotiva le 3 avril 2021, lors d'une rencontre de championnat face au HNK Hajduk Split. Il entre en jeu en cours de partie, et son équipe s'incline par deux buts à zéro ce jour-là,. Le 7 mai suivant, il inscrit son premier but en professionnel, contre le NK Slaven Belupo. Il délivre également une passe décisive lors de cette rencontre remportée par son équipe (3-1 score final),.
Le 25 août 2023, Lukas Kačavenda rejoint le Dinamo Zagreb sous la forme d'un prêt d'une saison avec option d'achat.

### En sélection
Le 2 septembre 2021, Lukas Kačavenda joue son premier match avec l'équipe de Croatie espoirs, lors d'une rencontre face à l'Azerbaïdjan. Il est titularisé au poste d'ailier gauche ce jour-là et son équipe l'emporte par un but à zéro. Il s'impose rapidement comme un joueur important chez les espoirs sous les ordres du sélectionneur Igor Bišćan. Le 16 novembre 2021, Kačavenda inscrit son premier but pour les espoirs, face à l'Autriche. Titulaire, il ouvre le score lors de cette rencontre remportée par son équipe (1-3 score final).